# Skjold (Troms)
Skjold is een plaats in de Noorse gemeente Målselv, provincie Troms. Skjold telt 259 inwoners (2007) en heeft een oppervlakte van 0,81 km².